# Bjarne Henriksen
Bjarne Henriksen, född 18 januari 1959, är en dansk skådespelare.

## Filmografi i urval
- 1997 – Den siste vikingen
- 1998 – Festen
- 2003 – Krönikan (TV-serie)
- 2005 – Medicinmannen (TV-serie)
- 2005 – Ingen match!
- 2007 – Irene Huss - Tatuerad torso (TV-serie)
- 2007 – Brottet (TV-serie)
- 2012 – Jakten
- 2013–2018 – Badhotellet (TV-serie)
- 2016 – Fångade (TV-serie)
- 2018 – Advokaten (TV-serie)
- 2021 – Vit sand (TV-serie)
- 2025 – Other People's Money (TV-serie)